# 224 هـ
224 هـ هي سنة في التقويم الهجري امتدت مقابلةً في التقويم الميلادي بين سنتي 838 و839.

## مواليد
- الطبري
- الدولابي
- محمد بن جرير الطبري

## وفيات
- أحمد السبتي
- إبراهيم بن المهدي
- سعيد بن أبي مريم
- متيم الهشامية
- محمد بن عيسى الطباع
- أبو عبيد القاسم بن سلام
- سليمان بن حرب